# Хирург

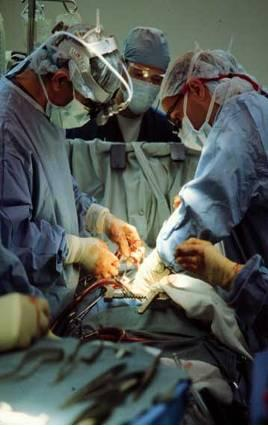
Хирурги на операции

Хиру́рг (др.-греч. χείρ «рука (кисть)» + ἔργον «работа, действие») — врач-специалист, получивший подготовку по методам диагностики и хирургического лечения заболеваний и травм.
Хирурги могут быть врачами, стоматологами, подологами (в России стоматология и хироподия являются врачебными специальностями) или ветеринарами.
Сейчас всё больший интерес вызывает роботизированная хирургия.

## Хирургическая специализация
- Хирургическая колопроктология
- Протезная хирургия
- Хирургическая стоматология
- Кожная хирургия
- Детская хирургия
- Хирургия кисти
- Общая хирургия
  - Торакальная хирургия (раздел хирургии, занимающийся заболеваниями органов грудной клетки)
    - Кардиохирургия — раздел хирургии, занимающийся коррекцией патологии сердца

  - Эндокринная хирургия — раздел хирургии, занимающийся заболеваниями желез внутренней секреции
  - Абдоминальная хирургия — раздел хирургии, занимающийся заболеваниями органов брюшной полости.
    - Хирургия печени и желчных путей
    - Хирургия желудочно-кишечного тракта

  - Ангиология, ангиохирургия (сосудистая хирургия) — раздел хирургии, изучающий заболеваний кровеносных сосудов: артерий и вен
- Трансплантационная хирургия
- Челюстно-лицевая хирургия
- Нейрохирургия (хирургия, занимающаяся заболеваниями нервной системы)
- Акушерская и гинекологическая хирургия
- Ортопедическая хирургия
- Офтальмохирургия — раздел хирургии, занимающийся хирургической коррекцией зрения
- Оториноларингология
- Пластическая хирургия занимается восстановлением формы и функции какого-либо органа, ткани или изменённой поверхности человеческого тела
- Подиатрия
- Хирургическая онкология
- Травматология
- Урология (раздел хирургии, занимающийся заболеваниями мочеполовой системы)
- Андрология — ещё более узкая ветвь урологии, в которой рассматриваются проблемы мужских заболеваний
- Ветеринарная хирургия

## Основоположники хирургии
- Николай Пирогов — основатель военно-полевой хирургии, внёс решающий вклад в развитие топографической анатомии и учения о фасциях
- Теодор Бильрот — основатель абдоминальной хирургии
- Виктор Чанг — австралиец, основоположник операций по пересадке сердца
- Гарвей Кушинг — основоположник, зачастую признаваемый отцом-основателем современной нейрохирургии
- Лол Со (Тринидад) — уролог, пионер в области почечной трансплантологии; выступал за использование Виагры
- Валерий Шумаков — пионер в области имплантации искусственных органов
- Святослав Фёдоров — разработчик радиальной кератотомии
- Яшаргил, Гази — турецкий нейрохирург работавший в Цюрихе, Швейцария. Основатель микрососудистой хирургии

## Зарплата
Американский журнал Forbes опубликовал результаты ежегодного рейтинга профессий. По их подсчётам одной из самых высокооплачиваемых профессией в США является хирург. Но зарплата хирурга зависит от конкретной специальности, а также от опыта работы, должности в клинике и от специфики клиники. Например, оперирующий врач зарабатывает меньше, чем заведующий хирургическим отделением, но больше чем лечащий врач в стационаре. Врачи в социальных государственных или благотворительных медицинских учреждениях и экспериментальных НИИ зарабатывают значительно меньше, чем их коллеги из коммерческих частных клиник.